# Detektyw na tropie
Detektyw na tropie (ang. The Michael Richards Show, 2000) – amerykański serial komediowy stworzony przez Michaela Richardsa, Spike'a Ferestena i Gregga Kaveta.
Światowa premiera serialu odbyła się 24 października 2000 roku na antenie NBC. Na kanale zostało wyemitowanych 8 odcinków, z czego pilotażowy odcinek serialu nie został wyemitowany. W Polsce serial nadawany był na kanale TVN 7.

## Obsada
- Michael Richards jako Vic Nardozza
- Tim Meadows jako Kevin Blakely
- William Devane jako Brady McKay
- Amy Farrington jako Stacey Devers
- Bill Cobbs jako Jack

i inni

## Spis odcinków
| N/o              | Tytuł angielski    |
| ---------------- | ------------------ |
|                  |                    |
| ODCINEK PILOTOWY |                    |
|                  |                    |
| P1               | Pilot              |
|                  |                    |
| SERIA PIERWSZA   |                    |
|                  |                    |
| 01               | Mr. Irresistible   |
|                  |                    |
| 02               | Simplification     |
|                  |                    |
| 03               | Discrimination     |
|                  |                    |
| 04               | The Identity Loan  |
|                  |                    |
| 05               | The Nursing Home   |
|                  |                    |
| 06               | It's Only Personal |
|                  |                    |
| 07               | USA Toy            |
|                  |                    |
| 08               | The Consultant     |
|                  |                    |